# Passo Unai

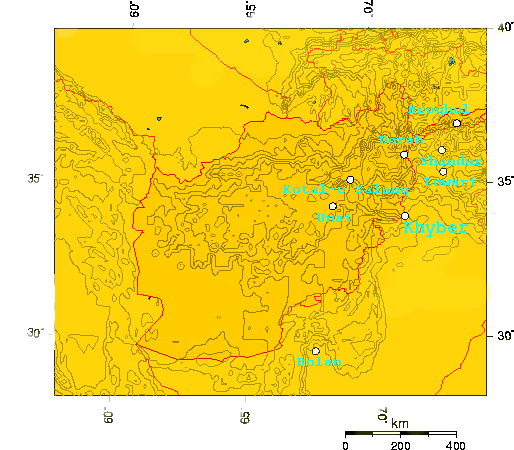
Passi dell'Afghanistan

Il passo Unai si trova a 3.000 m s.l.m. tra i monti della catena di Sanglakh (Hindu Kush), ad ovest di Kabul. Costituisce il principale collegamento tra la capitale afghana e l'Hazarajat